# Novikov-féle önkonzisztencia-elv
A Novikov-féle önkonzisztencia-elv, vagy más néven Novikov-féle önkonzisztencia feltevés és a Larry Niven-féle történelem megmaradás-elv egy alapelv, amit egy orosz elméleti asztrofizikus és kozmológus, Igor Dmitrijevics Novikov dolgozott ki az 1980-as évek közepén. Novikov az időutazással kapcsolatos paradoxonok problémáját szerette volna megoldani, ami elméletileg megoldható az általános relativitáselméletben, ami az úgynevezett zárt, időszerű görbéket ("closed timelike curves") tartalmazza. Az elv kimondja, hogy ha létezik egy olyan esemény, ami paradoxont vagy bármiféle "változást" hozna létre a múltban, akkor annak az eseménynek a valószínűsége nulla. Éppen ezért lehetetlen időparadoxonokat létrehozni.

## Történelem
A fizikusok régóta tudják, hogy néhány megoldás az általános relativitáselméletre zárt, időszerű görbéket tartalmaz—például a Gödel metrika. Novikov az 1975-ben és 1983-ban írt könyvében megvitatta a zárt, időszerű görbék ("closed timelike curves (CTCs)") valószínűségét, amiben azt taglalja, hogy a múltba csak az önkonzisztenciális utazások lennének engedélyezettek. Egy 1990-ben Novikov és számos mások által írt lapban, "Peremérték probléma van a téridőben a zárt, időszerű görbékkel" ("Cauchy problem in spacetimes with closed timelike curves"), a szerzők kijelentik: